# Hüttlingen (Zwitserland)
Hüttlingen is een gemeente en plaats in het Zwitserse kanton Thurgau, en maakt deel uit van het district Frauenfeld.
Hüttlingen telt 841 inwoners.
De huidige gemeente is ontstaan op 1 januari 1999 door de fusie van de gemeenten Eschikofen, Harenwilen, Hüttlingen en Mettendorf.